# 布勒內湖

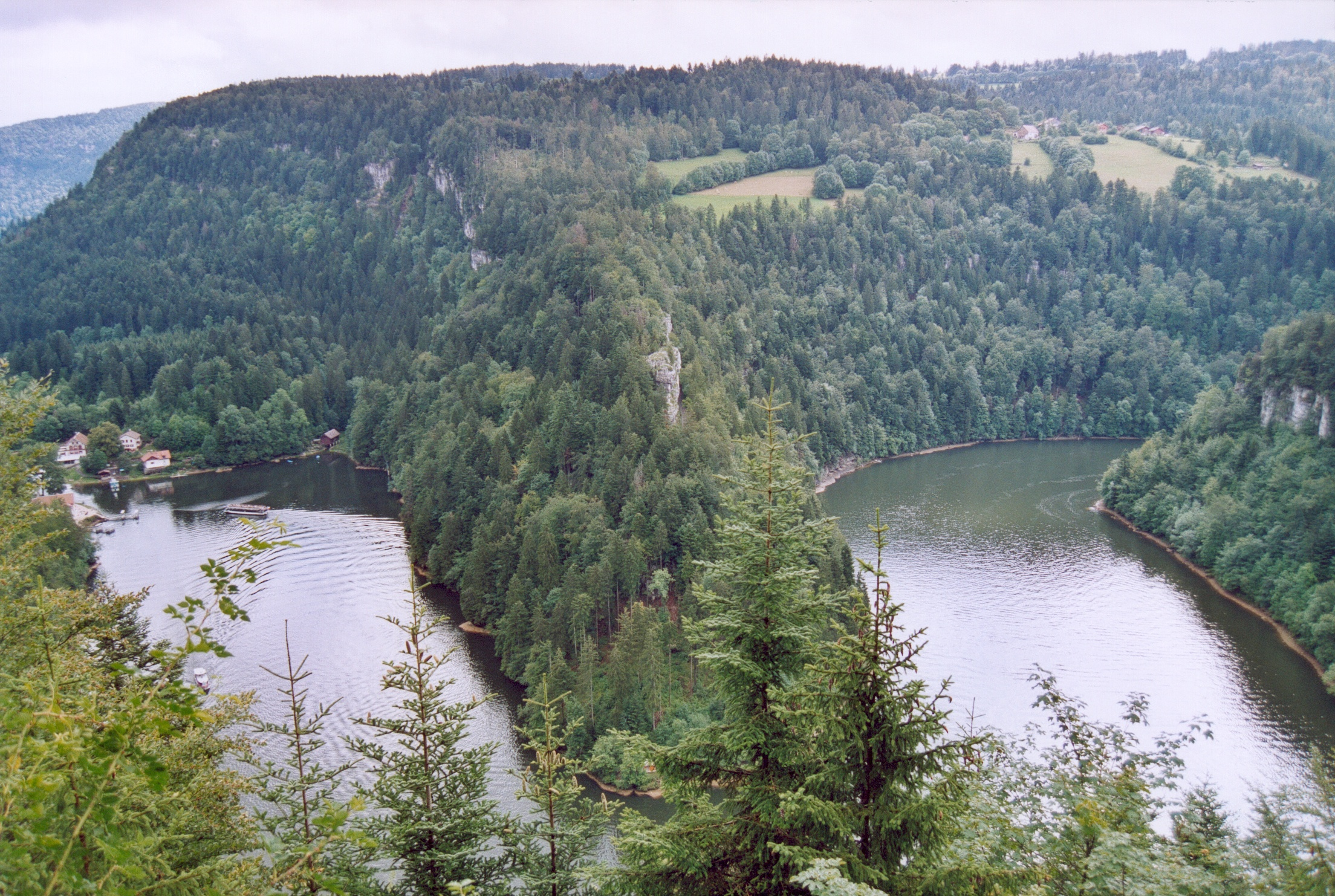

47°4′9″N 6°41′52″E / 47.06917°N 6.69778°E
布勒內湖，是中歐的湖泊，位於瑞士和法國接壤的邊境，處於杜河，長3.5公里、寬0.3公里，面積0.8平方公里，該湖泊海拔高度750米，最大水深26米。